# Tadeusz Samborski
Tadeusz Samborski (ur. 8 sierpnia 1945 w Gańczarach) – polski polityk, dziennikarz, dyplomata i działacz kresowy, poseł na Sejm II, IV i X kadencji.

## Życiorys
Brat Antoniego Samborskiego (posła ZSL na Sejm PRL). Po wysiedleniu z Kresów Wschodnich zamieszkał z rodziną w Rogowie Legnickim. Jest absolwentem I Liceum Ogólnokształcącego im. Tadeusza Kościuszki w Legnicy. W 1969 ukończył studia na Wydziale Humanistycznym Wyższej Szkoły Pedagogicznej w Gdańsku. W 1977 uzyskał stopień doktora nauk historycznych na Uniwersytecie Moskiewskim w katedrze historii Słowian. W latach 1978–1983 pracował w dyplomacji, był m.in. I sekretarzem ambasady PRL w Wientianie w Laosie. Następnie do 1993 pełnił funkcję korespondenta „Zielonego Sztandaru” w Moskwie.
Od 1962 działał w Związku Młodzieży Wiejskiej. Od 1964 należał do Zjednoczonego Stronnictwa Ludowego, następnie przystąpił do Polskiego Stronnictwa Ludowego. Wybierany do władz krajowych tego ugrupowania.
Sprawował mandat posła na Sejm II i IV kadencji z ramienia PSL (1993–1997 i 2001–2005), był wybierany w okręgach legnickich: nr 23 i nr 1. Jako poseł w 1994 zainicjował wraz z Tadeuszem Iwińskim powołanie podkomisji do przeglądu kadr MSZ. Jednym z wniosków raportu komisji było pozbycie się dyplomatów związanych z „Solidarnością” oraz przeciwstawienie się „realizacji planów Watykanu na Wschodzie”. Określany był jako polityk o poglądach prorosyjskich.
W latach 1996–1998 i 2002–2004 był prezesem Fundacji „Pomoc Polakom na Wschodzie”. Objął funkcję przewodniczącego rady krajowej Ruchu Stowarzyszeń Regionalnych RP. Założyciel Stowarzyszenia Kulturalnego „Krajobrazy”, zajmującego się m.in. utrzymywaniem kontaktów z Polakami mieszkającymi na Kresach Wschodnich. Do 2017 był członkiem zarządu Stowarzyszenia Współpracy Polska-Wschód.
W 2004 i 2014 kandydował do Parlamentu Europejskiego, a w 1993, 1997, 2001, 2005, 2007, 2015 i 2019 do Sejmu. W 2014 uzyskał z listy PSL mandat radnego sejmiku dolnośląskiego. 15 grudnia 2014 został wybrany na członka zarządu województwa na okres V kadencji (2014–2018). W 2018 nie uzyskał reelekcji. W wyborach w 2023 został wybrany na posła X kadencji z okręgu legnickiego; kandydował wówczas z ramienia koalicji Trzecia Droga, otrzymując 16 120 głosów.

## Wyniki w wyborach ogólnopolskich
| Wybory | Komitet wyborczy                   | Komitet wyborczy           | Organ            | Okręg           | Wynik          |
| ------ | ---------------------------------- | -------------------------- | ---------------- | --------------- | -------------- |
| 1993   |                                    | Polskie Stronnictwo Ludowe | Sejm II kadencji | nr 23           | 7914 (4,47%)   |
| 1997   | Sejm III kadencji                  | Polskie Stronnictwo Ludowe | 4119 (2,55%)     | nr 23           |                |
| 2001   | Sejm IV kadencji                   | Polskie Stronnictwo Ludowe | nr 1             | 4555 (1,39%)    |                |
| 2004   | Parlament Europejski VI kadencji   | Polskie Stronnictwo Ludowe | nr 12            | 6540 (1,11%)    |                |
| 2005   | Sejm V kadencji                    | Polskie Stronnictwo Ludowe | nr 1             | 4781 (1,69%)    |                |
| 2007   | Sejm VI kadencji                   | Polskie Stronnictwo Ludowe | nr 1             | 4473 (1,11%)    |                |
| 2014   | Parlament Europejski VIII kadencji | Polskie Stronnictwo Ludowe | nr 12            | 1923 (0,29%)    |                |
| 2015   | Sejm VIII kadencji                 | Polskie Stronnictwo Ludowe | nr 1             | 2738 (0,77%)    |                |
| 2019   | Sejm IX kadencji                   | Polskie Stronnictwo Ludowe | nr 1             | 5703 (1,32%)    |                |
| 2023   |                                    | Trzecia Droga              | nr 1             | Sejm X kadencji | 16 120 (3,21%) |

## Odznaczenia i wyróżnienia
Odznaczony Krzyżem Oficerskim Orderu Odrodzenia Polski (1999, za wybitne zasługi w kultywowaniu tradycji ruchu ludowego, za osiągnięcia w działalności publicznej i na rzecz społeczności lokalnych). Wyróżniony odznaką „Zasłużony dla Legnicy” (2001) oraz Srebrnym Medalem „Zasłużony Kulturze Gloria Artis” (2005).